# Герцеговинці

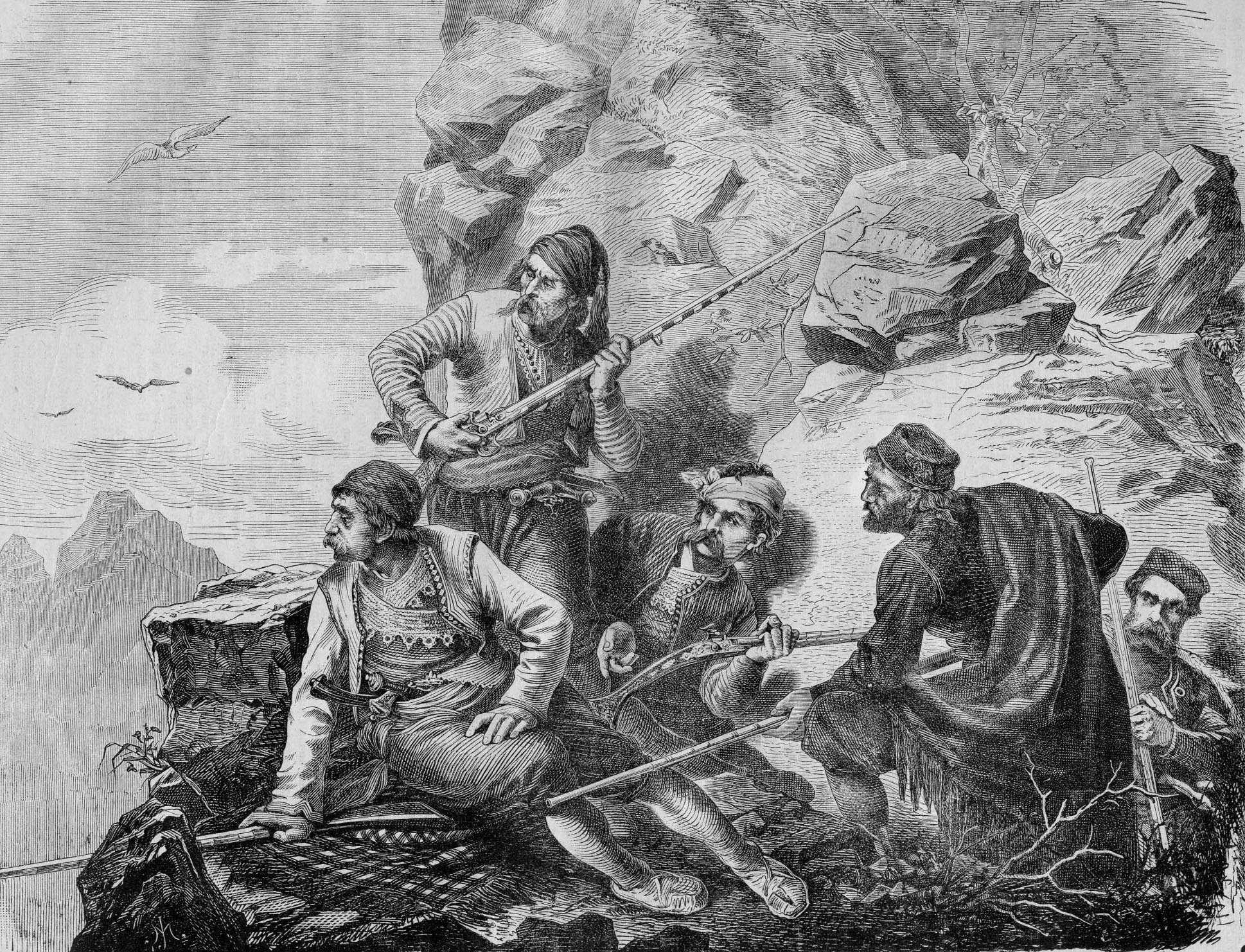
Герцеговинці в засідці. Ілюстрація з журналу «Srbadija», 1876 рік

Герцеговинці (босн., серб. і хорв. херцеговци, hercegovci) — назва населення Герцеговини, незалежно від національної приналежності.
В етнічному плані складаються переважно з хорватів, босняків і сербів. У цивільному є боснійцями, тобто жителями Боснії і Герцеговини. За віросповіданням переважно католики, мусульмани і православні. Розмовляють національними різновидами сербохорватської мови, які об'єднує єкавська вимова.

## Історія
До розпаду «Старої Герцеговини» в 1860—1913 роках герцеговинцями були також жителі західних районів сучасної Сербії і Чорногорії (Чорногорська Герцеговина). Саме на основі герцеговинської говірки в першій половині XIX століття Вук Караджич розробив літературну сербохорватську мову.

### Етнографічні особливості
Хорватський історик Вєкослав Клаїч вважав герцеговинців жорстокими і зухвалими, на відміну від мирних і флегматичних босняків.
У російському дореволюційному виданні «Боснія і Герцеговина. Нариси окупаційної провінції Австро-Угорщини» зазначалося:
|  | У загальному вигляді босняка і герцеговинця різниця безсумнівна. Босняк села ваговитіший, ніж герцеговинець... герцеговинець суворіший від босняка, у якого більше м'якості у поводженні... Герцеговинець волелюбний, хоробрий, сміливий до відчаю. Герцеговинець більш рухливий та чутливий і тому запальніший від босняка. Боснякам не властива злопам'ятність, герцеговинець — мстивий.Оригінальний текст (рос.) В общем облике босняка и герцеговинца разница несомненна. Босняк деревни более тяжеловесен, чем герцеговинец... герцеговинец суровее босняка, у которого больше мягкости в обращении... Герцеговинец свободолюбив, храбр, смел до отчаяния. Герцеговинец более подвижен и восприимчив и оттого вспыльчивее босняка. Боснякам не свойственна злопамятность, герцеговинец — мстителен. |

Як зазначено в Енциклопедичному словнику Брокгауза і Єфрона:
|  | Православні населяють найгористіші місцевості Герцеговини, разом з вірою вони зберегли живе почуття народності і за етнографічними своїми особливостями мало чим відрізняються від чорногорців. Займаючи здебільшого малодоступні улоговини і висоти, вони мало зазнали турецького гніту... Тому і тепер у них немає тієї приниженості і скритності, якими характеризується колишня боснійська райя... герцеговинці-католики живуть у західній частині Герцеговини... Під час турецького ярма вони знаходили енергійний захист в особі свого духовенства, тому вони менш войовничі і почуття народності в них заглухло... герцеговинці-мусульмани особливо численні на півночі... Пройнялися фанатичною прихильністю до нової віри і її глави — султана та ворожістю до християнства і християн.Оригінальний текст (рос.) [Православные населяют наиболее гористые местности Герцеговины, вместе с верою они сохранили живое чувство народности и по этнографическим своим особенностям мало чем отличаются от черногорцев. Занимая большею частью малодоступные ложбины и высоты, они мало поддавались турецкому гнёту... Потому и теперь в них нет той приниженности и скрытности, которой отличается бывшая боснийская райя... Герцеговинцы-католики живут в западной части Герцеговины... Во время турецкого ига они находили энергичную защиту в лице своего духовенства, поэтому они менее воинственны и чувство народности в них заглохло... Герцеговинцы-магометане особенно многочисленны на севере... Прониклись фанатической привязанностью к новой вере и ея главе — султану и враждою к христианству и христианам.] Помилка: [undefined] Помилка: {{Lang}}: немає тексту (допомога): текст вже має курсивний шрифт (допомога) |